# A Doubly Desired Orphan
A Doubly Desired Orphan è un cortometraggio muto del 1911. Il nome del regista non viene riportato nei credit del film scritto e interpretato da Tefft Johnson.

## Produzione
Il film fu prodotto dalla Vitagraph Company of America.

## Distribuzione
Distribuito dalla General Film Company, il film - un cortometraggio in una bobina - uscì nelle sale cinematografiche USA il 29 dicembre 1911.